# DDR-Meisterschaften im Biathlon 1979
Die DDR-Meisterschaften im Biathlon wurden 1979 zum 21. Mal ausgetragen und fanden vom 16. bis 18. März im Biathlonstadion Hofmannsloch von Zinnwald statt. Klaus Siebert gewann wie im Vorjahr das Einzel. Jürgen Grundler gewann im Sprint seinen ersten und einzigen Titel in einem Einzelrennen. Zum sechsten Mal in Folge und zum zwölften Mal insgesamt wurde die SG Dynamo Zinnwald Staffelmeister.

## Einzel (20 km)
| Platz | Sportler            | Verein               | Schießfehler | Zeit      |
| ----- | ------------------- | -------------------- | ------------ | --------- |
| 1     | Klaus Siebert       | SG Dynamo Zinnwald   | –            | 1:19:57,3 |
| 2     | Frank Ullrich       | ASK Vorwärts Oberhof | 2            | 1:23:07,6 |
| 3     | Andreas Göthel      | SG Dynamo Zinnwald   | 4            | 1:24:09,2 |
| 4     | Gerd Kadner         | SG Dynamo Zinnwald   | 2            | 1:24:37,0 |
| 5     | Veit Schirmer       | SG Dynamo Zinnwald   | 2            | 1:25:52,5 |
| 6     | Hendrik Schottstädt | ASK Vorwärts Oberhof | –            | 1:27:10,7 |

## Sprint (10 km)
| Platz | Sportler            | Verein               | Schießfehler | Zeit    |
| ----- | ------------------- | -------------------- | ------------ | ------- |
| 1     | Jürgen Grundler     | ASK Vorwärts Oberhof | –            | 34:12,1 |
| 2     | Frank Ullrich       | ASK Vorwärts Oberhof | 1            | 35:00,6 |
| 3     | Mathias Jung        | ASK Vorwärts Oberhof | 2            | 35:32,8 |
| 4     | Andreas Göthel      | SG Dynamo Zinnwald   | 2            | 36:50,2 |
| 5     | Hendrik Schottstädt | ASK Vorwärts Oberhof | 2            | 36:55,6 |
| 6     | Gerd Schulz         | ASK Vorwärts Oberhof | 3            | 37:02,5 |

## Staffel (3 × 7,5 km)
| Platz | Verein                   | Sportler                                    | Schießfehler | Zeit    |
| ----- | ------------------------ | ------------------------------------------- | ------------ | ------- |
| 1     | SG Dynamo Zinnwald I     | Klaus Siebert Thomas Klinger Eberhard Rösch | 1            | 1:19:13 |
| 2     | ASK Vorwärts Oberhof I   | Mathias Jung Jürgen Grundler Frank Ullrich  | 3            | 1:20:10 |
| 3     | SG Dynamo Zinnwald III   | Walter Oetzel Gerd Kadner Veit Schirmer     | 1            | 1:20:17 |
| 4     | SG Dynamo Zinnwald II    | Andreas Göthel Manfred Beer Gerold Eichhorn | 1            | 1:21:26 |
| 5     | ASK Vorwärts Oberhof II  | Gerd Schulz Andreas Heß Hendrik Schottstädt | 2            | 1:22:27 |
| 6     | ASK Vorwärts Oberhof III | Gerd Haucke Thomas Scherf Manfred Geyer     | 2            | 1:26:38 |